# Bottenhavet Nationalpark
Bottenhavet Nationalpark (finsk: Selkämeren kansallispuisto, svensk: Bottenhavets nationalpark) er en nationalpark i Finland. Nationalparken blev oprettet i Bottenhavet i begyndelsen af 2011. Den har et areal på  913 km² hvor omkring 98 % af arealet består af vand. Dyrelivet omfatter sæler, havlevende andefugle alke og havørn.
Det lange smalle beskyttede område er omkring  160 km langt og strækker sig fra Gustavs mod nord  til Sastmola. For besøgende tilbydes bådture fra Nystad og Raumo.
Det meste af nationalparken er kun  tilgængeligt  med båd. Blandt seværdighederne findes et antal fyr, en mangesidig undervandsnatur, stenet og sparsomt bevokset  ydre skærgård og strandenge.